# Music Traveler / with SOFFet
「Music Traveler / with SOFFet」（ミュージックトラベラー / ウィズ　ソッフェ）は、BENNIE Kの14枚目のシングル。発売元はフォーライフミュージックエンタテイメント。

## 解説
2008年9月3日発売の14枚目のシングル。今作は、BENNIE Kのシングルでは初となる、オール・コラボレーション・シングルになっている。

## 収録曲
収録曲全曲は後にアルバム『THE "BESTEST" BENNIE K SHOW』に収録される。
1. Music Traveler / with SOFFet
  - 作詞・作曲：BENNIE K、SOFFet／編曲：YoYo
2. s!ck / with 大神:OHGA
  - 作詞：BENNIE K、大神:OHGA／作曲：BENNIE K、大神:OHGA、DJ SUZUKI／編曲：DJ SUZUKI
3. Product Of Misery / with Yukie
  - 作詞・作曲：Robert Andrew Hyman、Eric M. Bazilian、Cyndi Lauper／編曲：SiZK